# 察格斯多夫
察格斯多夫是奥地利布尔根兰州艾森斯塔特城郊县的一个市镇。总面积7.29平方公里，总人口999人，人口密度137人/平方公里（2015年）。